# Aghlabidische dinar

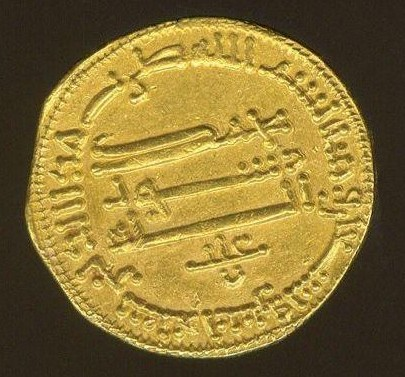
Voorzijde van een Aghlabidische dinar

De Aghlabidische dinar was de munteenheid van de Aghlabiden die heersten over Ifriqiya in de huidige Maghreb in de 9e eeuw. De Aghalabidische dinars werden veel gebruikt in de mediterrane handel.
De Aghlabidische gouden munten uit deze periode werden gekenmerkt door hun ronde vorm, de afwezigheid van markeringen die aangaven waar het goud werd gestempeld, en het gebruik van het woord ghalab (veroveren), dat de Aghlabiden gebruikten om zichzelf te onderscheiden van andere dynastieën in de Maghreb zoals de Rustamiden in Tahert en de Idrisiden in Fez. Deze Aghlabidische dinars onderscheidde zich ook door hun zuiverheid (98-99 procent goud) en door hun gewicht, dat kon oplopen tot 4,5 gram. 